# Navas del Pinar
Navas del Pinar är en ort i Spanien.   Den ligger i provinsen Provincia de Burgos och regionen Kastilien och Leon, i den centrala delen av landet, 160 km norr om huvudstaden Madrid. Navas del Pinar ligger 1 093 meter över havet och antalet invånare är 107.
Terrängen runt Navas del Pinar är platt åt nordost, men åt sydväst är den kuperad. Runt Navas del Pinar är det glesbefolkat, med 9 invånare per kvadratkilometer. Närmaste större samhälle är Hontoria del Pinar, 5,3 km öster om Navas del Pinar. I omgivningarna runt Navas del Pinar växer i huvudsak barrskog.